# Phaio longipennis
Phaio longipennis là một loài bướm đêm thuộc phân họ Arctiinae, họ Erebidae.